# Wereldkampioenschappen beachvolleybal 2003
De wereldkampioenschappen beachvolleybal 2003 werden van 7 tot en met 19 oktober gehouden in de Braziliaanse stad Rio de Janeiro. Het was de vierde editie van het door de FIVB georganiseerde toernooi. Het vrouwen- en mannentoernooi werden na elkaar gespeeld en er deden respectievelijk 47 en 48 teams aan de twee toernooien mee. De tweetallen werden verdeeld in groepen van vier, waarvan de beste twee van elke groep evenals de acht beste nummers drie doorgingen naar de zestiende finales. Vanaf daar werd gespeeld via het knockoutsysteem. De wedstrijden vonden plaats op het strand van Copacabana.

## Medailles

### Medaillewinnaars
| Onderdeel | Goud | Goud                        | Zilver | Zilver                    | Brons | Brons                          |
| --------- | ---- | --------------------------- | ------ | ------------------------- | ----- | ------------------------------ |
| Mannen    | BRA  | Ricardo Santos Emanuel Rego | USA    | Dax Holdren Stein Metzger | BRA   | Benjamin Insfran Márcio Araújo |
| Vrouwen   | USA  | Kerri Walsh Misty May       | BRA    | Adriana Behar Shelda Bede | AUS   | Natalie Cook Nicole Sanderson  |

### Medaillespiegel
| Plaats | Land             | Goud | Zilver | Brons | Totaal |
| 1      | Brazilië         | 1    | 1      | 1     | 3      |
| 2      | Verenigde Staten | 1    | 1      | 0     | 2      |
| 3      | Australië        | 0    | 0      | 1     | 1      |
| Totaal | Totaal           | 2    | 2      | 2     | 6      |

Los Angeles 1997 ·
Marseille 1999 ·
Klagenfurt 2001 ·
Rio de Janeiro 2003 ·
Berlijn 2005 ·
Gstaad 2007 ·
Stavanger 2009 ·
Rome 2011 ·
Stare Jabłonki 2013 ·
Den Haag 2015 ·
Wenen 2017 ·
Hamburg 2019 ·
Rome 2022 ·
Tlaxcala 2023